# یواس‌اس انگلیش (دی‌دی-۶۹۶)
یواس‌اس انگلیش (دی‌دی-۶۹۶) (به انگلیسی: USS English (DD-696)) یک کشتی بود که طول آن ۱۱۴٫۸ متر (۳۷۷ فوت) بود. این کشتی در سال ۱۹۴۴ ساخته شد.